# Kazimierz Grochowski
Kazimierz Grochowski (ur. 26 stycznia 1873 w Kochawinie koło Żydaczowa we Lwowskiem, zm. 12 marca 1937 w Harbinie) – polski geolog, etnograf, archeolog, badacz wschodniej Syberii, Mandżurii i Mongolii.

## Życiorys
Do szkoły średniej uczęszczał we Lwowie, Jaśle, a następnie w Krakowie, gdzie zdał maturę. Podjął studia górnicze kolejno na uniwersytecie w Wiedniu, akademiach górniczych w Leoben, Przybram i Freibergu. W tym ostatnim ośrodku w 1901 uzyskał tytuł inżyniera górnictwa. 
Po studiach podjął pracę w Rosji w kopalni węgla Donbasu, dochodząc tam do stanowiska dyrektora kopalni. W 1906 wyjechał pracować na rosyjskim Dalekim Wschodzie jako geolog w firmach poszukujących złota. W okresie 1906–1911 odbył kilkadziesiąt ekspedycji, początkowo w rejonie dorzecza Ussuri i Amuru, następnie na Sachalinie i w Jakucji. W tym czasie odkrył szereg złóż złota, węgla, miedzi i srebra. Jednocześnie gromadził liczne obserwacje oraz eksponaty etnograficzne i archeologiczne, które następnie przekazał do muzeów w Krakowie, Lwowie i Harbinie. 
W 1914 został dyrektorem oddziału mongolskiego dużej rosyjskiej firmy złotonośnej i zamieszkał na terenie Mongolii Wewnętrznej (dziś część Mandżurii). W 1915 zrezygnował z pracy w firmie i nabył od rządu mongolskiego koncesję na wydobycie złóż w rejonie rzeki Chalchyn gol, gdzie wkrótce otworzył kopalnię i zakład przetwórczy soli i sody. W 1917 był uczestnikiem i jednym z kierowników ekspedycji badawczej Sederholma do Urianchaju. Od 1920 mieszkał w Harbinie, gdzie został nauczycielem, a potem dyrektorem polskiego Gimnazjum im. Henryka Sienkiewicza w Harbinie i redaktorem kilku polskich gazet wydawanych w Mandżurii. Prowadził też intensywne badania archeologiczne w Mandżurii, badając ruiny dawnych koreańskich miast-państw Buyeo (Fuyu) i Balhae (Bohai). Relacje z badań publikował w czasopismach naukowych Harbinu i w popularnonaukowych pismach w Polsce. 

W 1934–1936 przebywał w Polsce, pracując w górnictwie węglowym w Katowicach. W 1936 przyjął propozycję posady dyrektora kopalni złota na Filipinach, jednak w trakcie podróży na Filipiny zmarł w Mandżurii. Świadkiem jego pogrzebu był ks. Ignacy Posadzy, opisując samą ceremonię, jak i postać Grochowskiego:
To pogrzeb śp. inżyniera Kazimierza Grochowskiego, jednego z najzasłużeńszych Polaków na Dalekim Wschodzie. (...) Przyjechał przed tygodniem z Polski. Ścisła rewizja licznego bagażu, przeprowadzona przez bolszewików na granicy Mandżurii, tak go podnieciła, że przyjechawszy do Charbina, umarł na udar serca. Umarł w Charbinie, w którym jako wybitny katolik i patriota pracował przez długie lata. Był dyrektorem i profesorem gimnazjum im. H. Sienkiewicza, założycielem Polskiego Koła Wschodnioznawczego, wydawcą i redaktorem „Listów Polskich“. Stąd wyruszał na badania górnicze i ludoznawcze w Syberii, Korei, na wyspie Aleuckiej, w kraju Urianchajskim i w Mongolii. W r. 1916 założył w okolicach jezior słonych i sodowych w prowincji Barga w Mongolii osadę przemysłową, która nosi dotąd urzędową nazwę „Fort Grochowski“. Prócz tego nabył w prowincji Chułnabuir tereny, obejmujące 40 000 kwadratowych kilometrów. Znajdują się tam bogate złoża złota, rudy srebrno-ołowianej, węgla i nafty. Są tam również słynne źródła lecznicze Hatun-Arszan, dobrze znane w całej Mongolii i w Chinach.(...) Za trumną kroczą tłumy nie tylko swoich, ale i obcych. Z kościoła kieruje się pochód żałobny na cmentarz charbiński, kędy już mogił tyle.